# Crescent City North
Crescent City North es un lugar designado por el censo ubicado en el condado de Del Norte en el estado estadounidense de California. En el año 2000 tenía una población de 4,028 habitantes y una densidad poblacional de 805 personas por km².

## Geografía
Crescent City North se encuentra ubicada en las coordenadas 41°45′58″N 124°13′01″O / 41.76611, -124.21694. Según la Oficina del Censo, la ciudad tiene un área total de 5 km² (1,9 mi²), de la cual 5 km² (1,9 mi²) es tierra y 0 km² (0 mi²) (0%) es agua.

## Demografía
Según la Oficina del Censo en 2000 los ingresos medios por hogar en la localidad eran de $29,478, y los ingresos medios por familia eran $30,969. Los hombres tenían unos ingresos medios de $36,728 frente a los $22,875 para las mujeres. La renta per cápita para la localidad era de $14,649. Alrededor del 17.1% de la población estaban por debajo del umbral de pobreza.